# Rakhch
Rakhch ou Rakhsh (en persan : رخش / Raxš, qui signifie littéralement « éclair ») est le cheval du héros mythique perse Rostam, tel qu'il est décrit dans l'épopée nationale iranienne Livre des Rois.

## Première rencontre entre Rakhch et Rostam
Alors que Rostam grandit en grand guerrier et a déjà réalisé quelques exploits, son père Zal lui promet un cheval digne de lui. Il a le droit de choisir n'importe quel cheval du Zaboulistan et de Kaboul. Rostam choisit le cheval Rakhch connu pour sa grande force et son courage. 

## Le fidèle destrier de Rostam

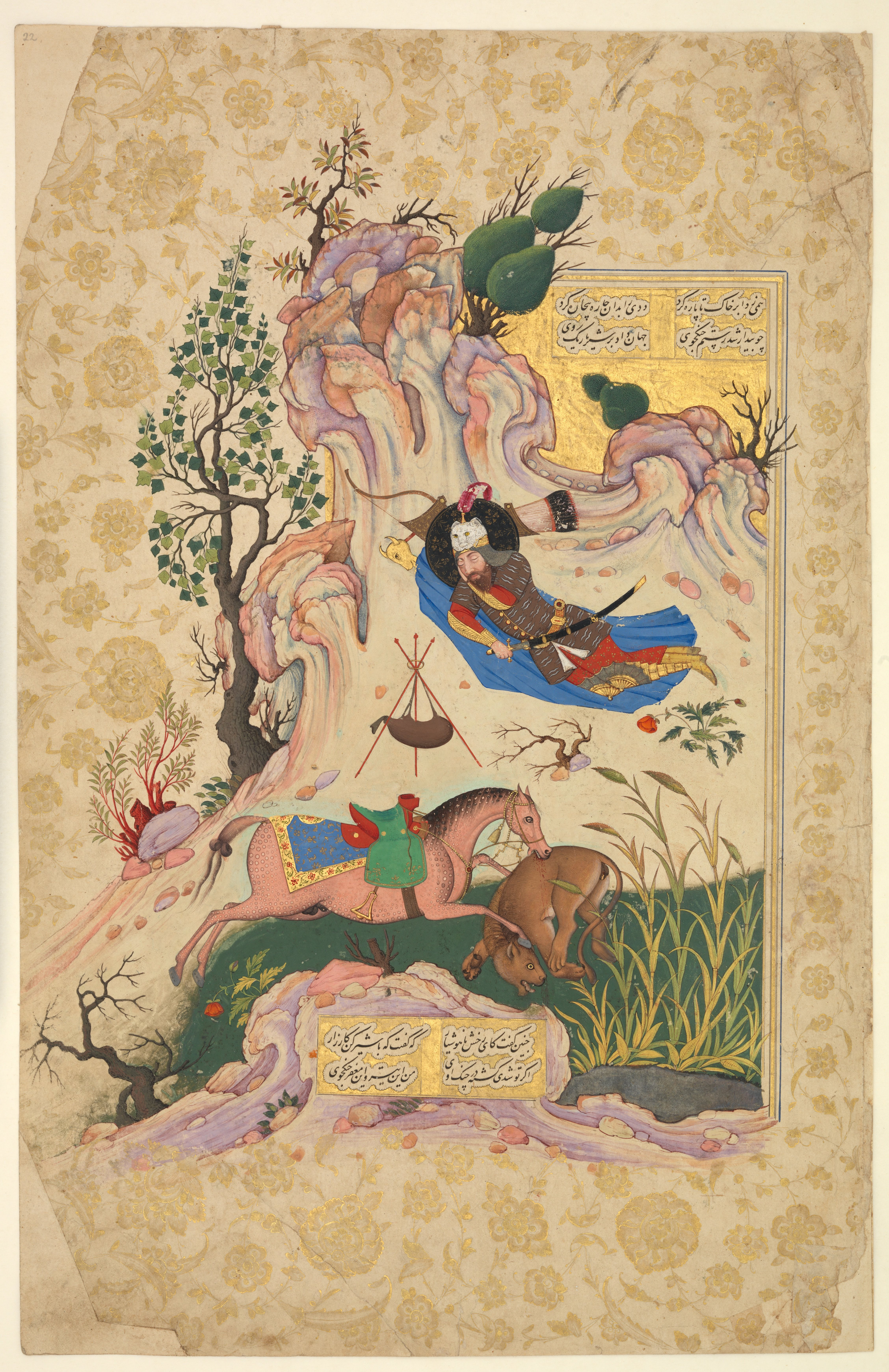
Rakhch tuant un lion pendant que Rostam dort. Œuvre en encre, pigment et or sur papier, d'un artiste inconnu, réalisée entre 1590 et 1600.

Alors qu'aucun homme n'a réussi à le dompter, Rostam réalise l'exploit de le monter et de le dresser, après trois ans d'efforts. Dès lors, Rakhch ne laisse que Rostam le monter, et inversement c'est le seul cheval capable de supporter le poids et la force du héros. Rakhch accompagne son cavalier au travers de nombreux exploits, dont le combat avec le dragon.
Si Rostam veille sur lui, la réciproque est vraie également. C'est par exemple le cas lorsqu'ils s'arrêtent pour s'endormir, sans le savoir, près du repaire d'un lion. Le lion attend qu'ils s'endorment pour attaquer. Rostam dort profondément et ne se réveille pas, mais Rakhch se réveille. Il engage un combat avec le lion et le tue à forces de ruades et de piétinements, sans même perturber le sommeil de Rostam.
Un autre épisode important montre la protection que Rakhch offre à son maître pendant son sommeil, tout en dépeignant une part de l'humour littéraire de Ferdowsi, repris plus récemment pour des duos cavalier-monture de la culture moderne : Rakhsh réveille à trois reprises Rostam pour le prévenir qu'un dragon approche. Mais à chaque fois le dragon disparaît juste avant que Rostam n'ouvre les yeux, provoquant la colère injuste de ce dernier contre son cheval.

## Mort de Rakhsh
Le demi-frère de Rostam, Chaghad, prépare un piège à son attention en dissimulant des pieux empoisonnés au fond d'un fossé. Il invite Rostam à venir chasser et l’entraine vers le fossé. Rakhch, qui a deviné le piège, refuse tout d'abord de se diriger dans sa direction, mais Rostam l'y contraint. Le cavalier et sa monture tombent dans le fossé. Rakhch est transpercé et tué sur le coup. Rostam est blessé à mort. 
Réalisant alors à quoi étaient dues les réticences de Rakhch, il comprend que sa fin est proche, et que le piège vient de Chaghad, bien que celui-ci ne le revendique pas. Il lui demande et obtient de Chaghad un arc et des flèches sous prétexte se protéger des éventuels animaux sauvages dans ses derniers moments de vie, et ce dernier accepte, avant de se précipiter derrière un arbre. Rostam se venge alors de Chaghad : il tire une flèche sur l'arbre. La flèche traverse le tronc, et tue Chaghad. Rostam succombe à son tour quelques instants plus tard.